# Сіракава Масаакі
Сіракава Масаакі (яп. 白川方明, しらかわまさあき; 27 вересня 1949) — японський банкір, фінансист, економіст. Магістр економіки Чиказького університету. 30-й голова Банку Японії. До призначення на цю посаду був членом Комітету Радників Банку Японії, членом Ради директорів Банку Японії, професором аспірантури Кіотського університету, дослідником Центру вивчення фінансової освіти при Токійському університеті, Віце-головою Банку Японії.